# Do Ji-won
Do Ji-won (en hangul, 도지원, 14 de febrero de 1966) es una de actriz surcoreana. Conocida por sus papeles en Ladies of the Palace (2001), Punch Lady (2007) y Smile Again (2010).

## Carrera
Forma parte de la agencia Namoo Actors.
En la gran pantalla ella y Shin Se-kyung interpretaron a una madre e hija en la película de terror Cenicienta (2006), historia sobre una serie de asesinatos a alumnas de secundaria que se han realizado cirugía plástica.
En la comedia Punch Lady (2007) obtuvo buenas críticas por su papel de ama de casa maltratada que entrena duro para dominar el arte de la lucha, luego de anunciar públicamente un duelo en el ring con su abusivo marido Kim Soo-hyun (Son Hyun-joo), y posteriormente llega a ser campeona en artes marciales mixtas.

## Vida personal
En julio de 1998 fue secuestrada por un hombre y una mujer que la amenazaron con un cuchillo en el estacionamiento de un centro deportivo en Seúl. Los secuestradores la retuvieron en el maletero de un coche y condujeron alrededor de cinco horas antes de liberarla, extorsionándole 14 millones de wones.

## Filmografía

### Series de televisión
| Año     | Título                     | Personaje         | Cadena | Notas | Ref.        |
| ------- | -------------------------- | ----------------- | ------ | ----- | ----------- |
| 2014-15 | Healer                     | Choi Myung-hee    | KBS2   |       |             |
| 2015-16 | Mi hija, Geum Sa-wol       | Han Ji-hye        | MBC    |       |             |
| 2017    | Queen for Seven Days       | Reina Viuda Jasun | KBS2   |       |             |
| 2017-18 | Bravo My Life              | Song Mi-ja/Rara   | SBS    |       |             |
| 2019    | Angel's Last Mission: Love | Choi Young-ja     | KBS2   |       |             |
| 2020    | No Matter What             | Hae-sim           | KBS1   |       |             |
| 2021    | Dali and Cocky Prince      |                   | KBS2   |       |             |
| 2025    | La isla del tesoro         | Ji Young-soo      | SBS    |       | [ 6 ] [ 7 ] |

### Cine
- Entangled (2014)
- Modern Boy (2008)
- Punch Lady (2007)
- Love Me Not (2006)
- Cinderella (2006)
- Barefoot Ki-bong (2006)
- Flying Boys (2004)
- Hallelujah (1997)